# Corpo de Fuzileiros Navais
Il Corpo de Fuzileiros Navais (CFN, Corpo dei Fucilieri di Marina) è l'unità per il combattimento terrestre della Marina Militare Brasiliana.

## Missione
Gli uomini del CFN sono schierati in tutta la nazione, lungo la costa, nelle regioni fluviali dell'Amazzonia e nel Pantanal. In tempo di pace provvedono alla sicurezza delle installazioni navali e aiutano le popolazioni isolate attraverso programmi nazionali. All'estero, invece, forniscono la sicurezza necessaria alle ambasciate brasiliane in Algeria, Paraguay, Haiti e Bolivia. Hanno partecipato a tutti i conflitti combattuti dal Brasile fino ad oggi.
Con circa 18.000 uomini, tutti volontari, professionisti del combattimento per terra, mare e aria, la missione del CFN è di garantire alla Marinha do Brasil una forza di proiezione dal mare, anche grazie a mezzi anfibi ed elicotteri della marina. Il CFN costituisce circa 1/3 degli effettivi appartenenti alla Marinha do Brasil. I gradi sono quelli della marina, e non dell'esercito, eccezion fatta per i soldati di truppa.
Per essere in grado di combattere nei diversi ambienti che si incontrano in brasile, i militari del CFN ricevono un addestramento complesso e continuo, che garantisce loro agilità e versatilità d'impiego. Ci sono unità specializzate nel combattimento nella foresta, sulle montagne e sui ghiacciai, oltre a unità per le operazioni speciali e altre addestrate in modo particolare per operare con elicotteri d'assalto.
Addestrati come unità d'intervento rapido, i Fuzileiros Navais sono stati impiegati nelle missioni di Peacekeeping sotto l'egida dell'ONU.
Lo stemma consiste in un'àncora sovrastante due fucili incrociati.